# Třída Sa'ar 6
Třída Sa'ar 6 (hebrejsky: סער, tj. bouře), jinak též třída Magen, je třída hlídkových korvet vyvíjená pro Izraelské vojenské námořnictvo německým koncernem ThyssenKrupp Marine Systems (TKMS) na základě typové řady MEKO. V tomto případě se jedná o variantu MEKO-80. Celkem mají být postaveny čtyři jednotky této třídy. Jejich hlavním úkolem je hlídkování a ochrana těžebního průmyslu, zejména v místech izraelských ložisek ropy a zemního plynu ve Středozemním moři. Část ceny plavidel uhradila německá vláda.

## Stavba

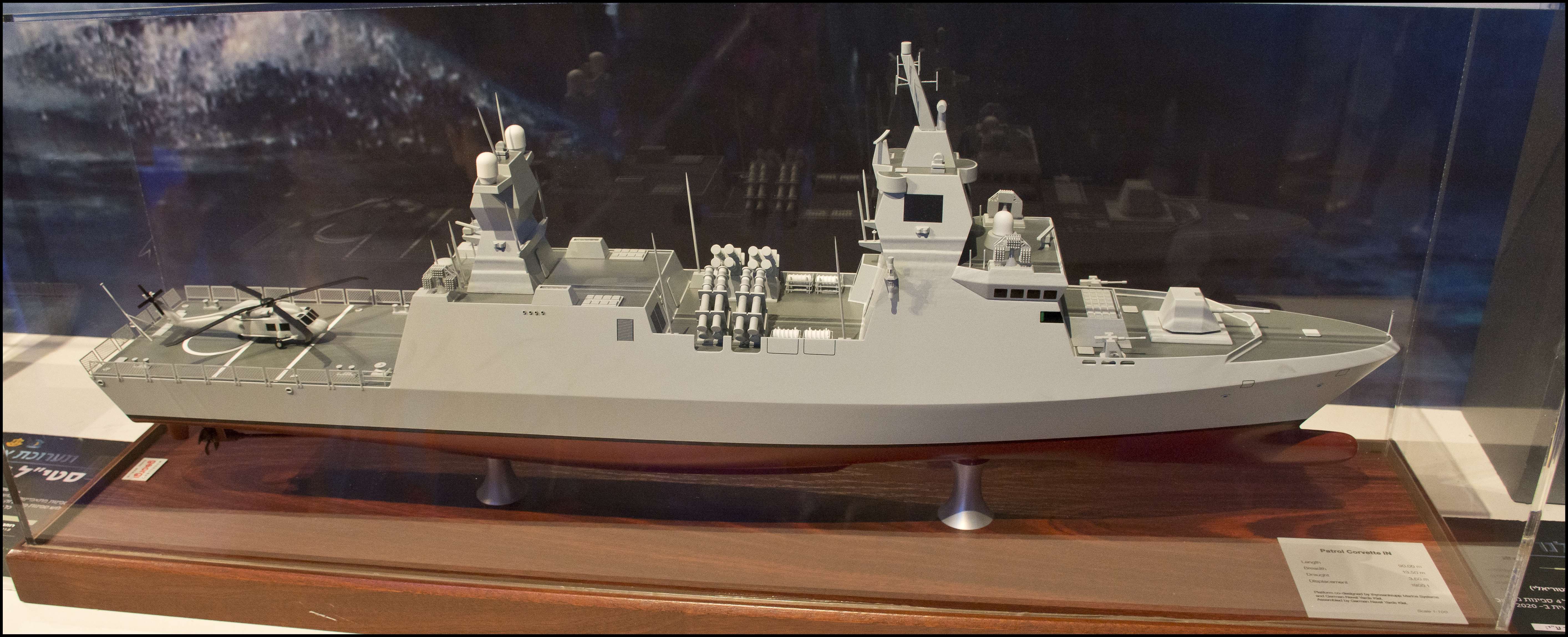
Model korvety třídy Sa'a 6

Stavba celkem čtyř hlídkových korvet třídy Sa'ar 6 byla objednána v prosinci 2014. Plavidla postavil koncern TKMS subdodavatelsky všechny jednotky pro německou loděnici German Naval Yards Kiel (GNYK) v Kielu, přičemž jejich vystrojení (elektronika, zbraně, bojový informační systém) proběhlo až v Izraeli. Do služby má třída vstoupit roku 2019.
Slavnostní první řezání oceli na první jednotku Magen proběhlo 7. února 2018 v loděnici GNYK. Ceremoniálu se účastnil velitel izraelského námořnictva admirál Eli Sharvit. V květnu 2019 bylo plavidlo spuštěno na vodu. Dne 10. března 2020 korveta Magen zahájila zkoušky. Izraelské námořnictvo plavidlo převzalo 11. listopadu 2020. Druhá jednotka Oz do služby vstoupila v květnu 2021. Třetí jednotka Atzmaut a čtvrtá jednotka Nitzachon byly výrobcem předány 27. července 2021. Jejich přijetí do služby má proběhnout během roku 2021.
Jednotky třídy Sa'a 6:
| Jméno         | Zahájení stavby | Spuštěna        | Vstup do služby    | Status    |
| ------------- | --------------- | --------------- | ------------------ | --------- |
| INS Magen     | 7. února 2018   | 12. května 2019 | 11. listopadu 2020 | aktivní   |
| INS Oz        | 2018            | 24. srpna 2019  | 4. května 2021     | aktivní   |
| INS Atzmaut   | 2018            | 2019            | 27. července 2021  | ve stavbě |
| INS Nitzachon | 2018            | 2019            | 27. července 2021  | ve stavbě |

## Konstrukce

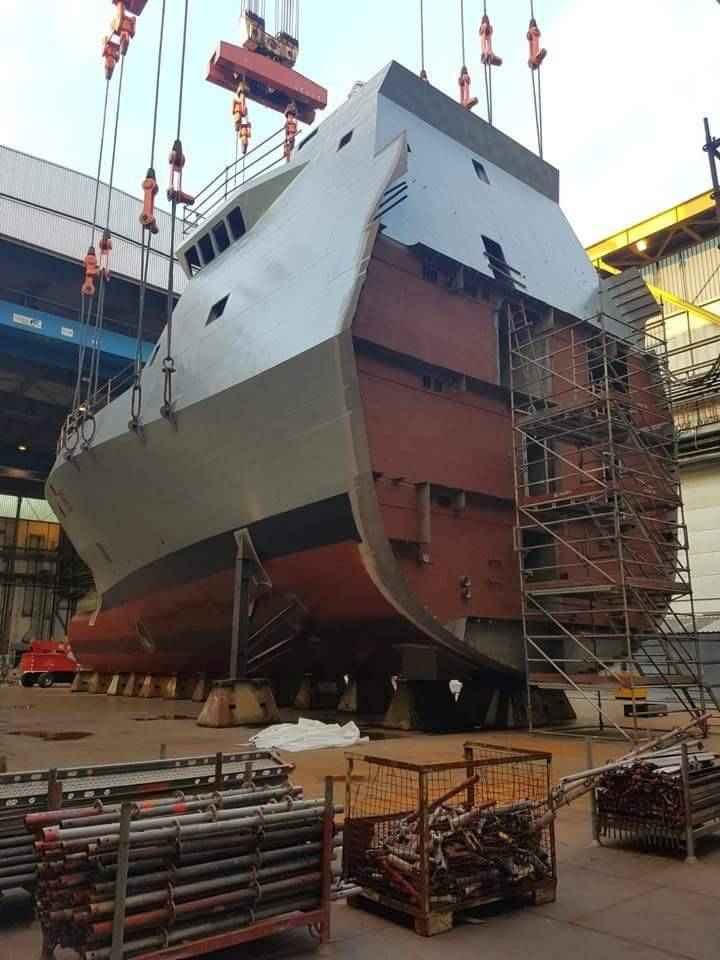
Rozestavěná příďová sekce korvety Magen

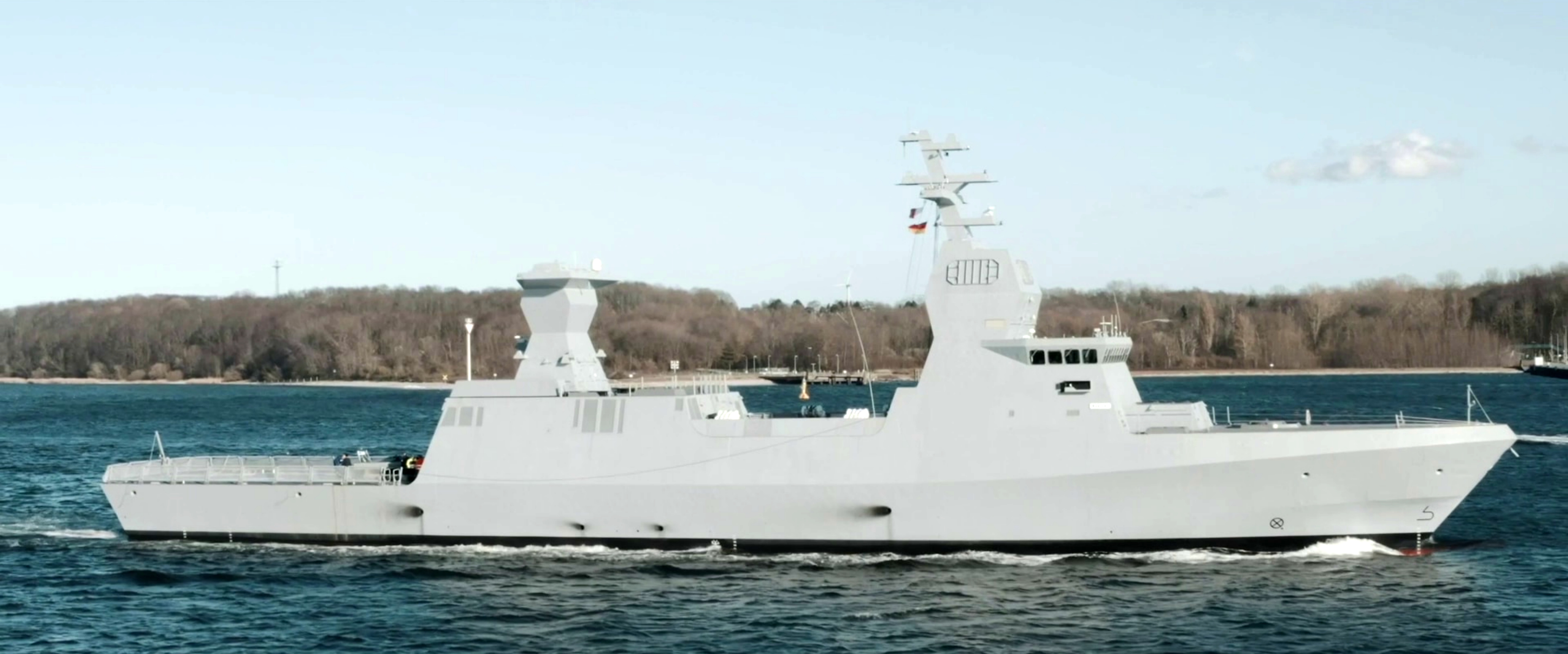
Magen

Plavidla nesou multifunkční radar IAI EL/M-2248 MF-STAR. Je pro ně plánována velmi silná výzbroj. Hlavňovou výzbroj je tvořit jeden 76mm kanón OTO Melara Super Rapid ve dělové věži na přídi a dva dálkově ovládané zbraňové stanici Typhoon s jedním 25mm kanónem M242 Bushmaster. Dále nesou 32 vertikálních vypouštěcích sil pro protiletadlové řízené střely Barak 8, obranný systém C-DOME a 16 protilodních střel zatím neuvedeného typu. K ničení ponorek slouží dva trojhlavňové 324mm torpédomety. Na zádi je přistávací plocha a hangár pro protiponorkový vrtulník SH-60 Seahawk. Nejvyšší rychlost je 30 uzlů a dosah 4000 námořních mil.

## Služba
V dubnu 2024 byl poprvé bojově nasazen obranný systém C-DOME.